# یواس‌اس تاهوما (۱۸۶۱)
یواس‌اس تاهوما (۱۸۶۱) (به انگلیسی: USS Tahoma (1861)) یک کشتی بود که طول آن ۱۵۸ فوت (۴۸ متر) بود.